# Iki

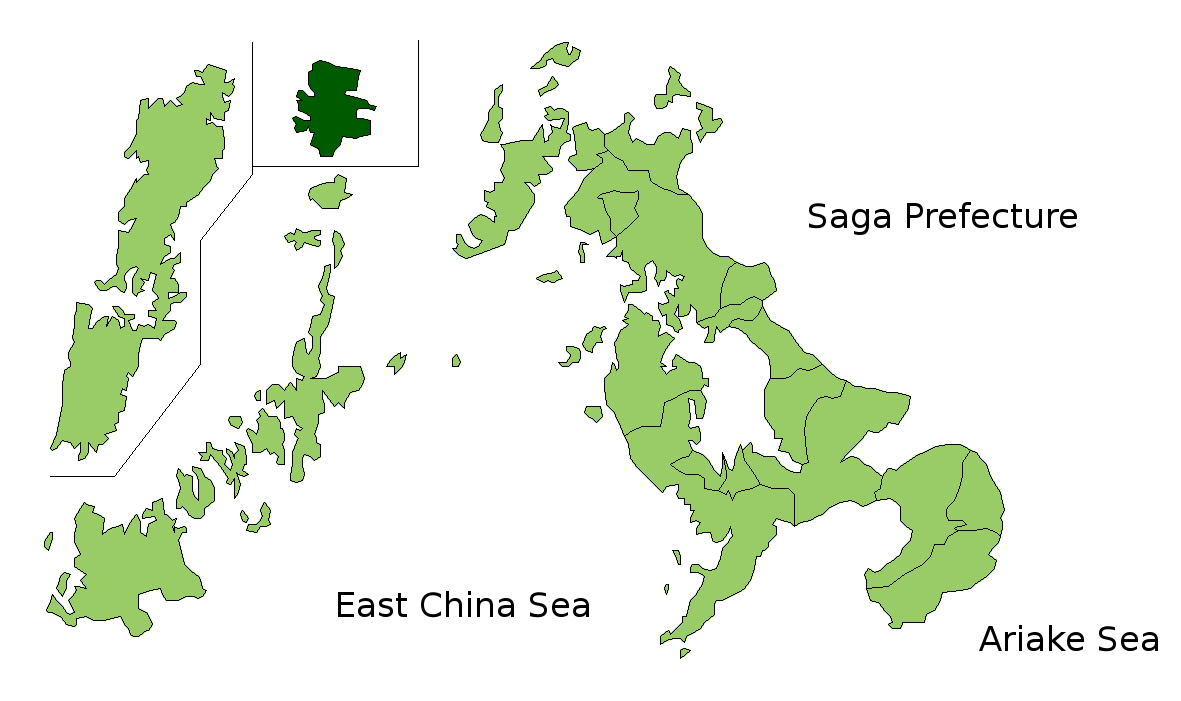

Iki (壱岐市 Iki-shi?) este un municipiu din Japonia, prefectura Nagasaki. Municipiul se află pe insula cu același nume (insula Iki).